# Le Confédéré
Le Confédéré est un hebdomadaire suisse créé en 1861 faisant partie de la presse d'opinion. Il est le plus ancien journal valaisan publié sans interruption depuis 1861. 
Le Confédéré est un journal politique et d’opinion indépendant, qui soutient les idées progressistes. Ses thèmes de prédilection sont la politique et l’économie. 
Les fondateurs du Confédéré voulaient un Valais fort dans une Suisse forte, d’où son nom ; ils souhaitaient un Valais ouvert et solidaire des autres cantons, non un Valais renfermé sur lui-même. Puisque le débat conservateurs / progressistes semble encore d’actualité, ces aspirations de 1861 restent celles de ce journal aujourd’hui encore. Depuis plus de 40 ans, le Confédéré n’est plus l’organe officiel des libéraux-radicaux.
« Puissions-nous, surtout, atteindre, ne serait-ce qu'en partie, le but principal de nos efforts, celui d'être utiles à nos concitoyens en leur signalant les abus à détruire, les sages réformes et les améliorations utiles à introduire, en secondant leurs nobles et généreuses aspirations pour le bien, le bien de tous. » extrait du Confédéré n° 1, 1861

## Historique
C’est sous l’impulsion du mouvement libéral-radical valaisan que s’est développée la presse en Valais. Ces six journaux sont considérés comme les précurseurs du Confédéré
1. Bulletins des séances de la Constituante [1839]
2. L'Écho des Alpes [1839-1844]
3. Le Courrier du Valais [1843-1844] puis [1849-1857]
4. Journal du Valais [1848]
5. L’Observateur [1846-1848]

tous de tendance libérale-radicale. 
Le Confédéré du Valais prend la relève de ses prédécesseurs et poursuit la promotion des idées libérales-radicales ; son titre évoque son attachement aux institutions de l'État fédéral de 1848.
« Depuis cinq ans, l’opinion libérale en Valais n’a plus d’organe », c’est en ces termes que débute l’éditorial du premier numéro du Confédéré du Valais daté du mercredi 2 janvier 1861. Victor Dénériaz, premier rédacteur affirme que « la route sera rude et épineuse », mais que Le Confédéré veut être utile à ses concitoyens en leur signalant « les abus à détruire, les sages réformes et les améliorations utiles à introduire. »
Dans ses premières années, il dénonce les abus du pouvoir clérical dans le domaine temporel et s’oppose au mouvement réactionnaire en combattant les irrégularités du gouvernement conservateur et les informations de la presse réactionnaire. Par ses combats incessants en faveur des libertés démocratiques durant un siècle et demi, Le Confédéré veut incarner la démocratie valaisanne en défendant l’égalité des citoyens devant la loi, l’initiative privée, la propriété individuelle, la responsabilité personnelle, la liberté de conscience et de croyance, la liberté d’association, liberté d’établissement, la liberté de la presse.
Le Confédéré apporte son soutien à la défense des institutions démocratiques, en soutenant la représentation proportionnelle au Conseil d’État dès 1893, en s’opposant à l’ordre nouveau, à la rénovation, à la montée du fascisme et à une nouvelle organisation politique. Il considère le principe de l’école publique, laïque et obligatoire comme la meilleure garantie de l’exercice des droits démocratiques en permettant le développement moral et intellectuel par l’éducation et l’instruction.
Il soutient la liberté du commerce et de l’industrie, notamment dans les années 1930, en s’opposant aux mouvements corporatistes qui militent pour un nouvel ordre économique. Dans le domaine social, il défend l’AVS et la lutte contre le chômage.

## Évolution du titre
1861 - 1867 : LE CONFÉDÉRÉ DU VALAIS
1868 - 1883 : LE CONFÉDÉRÉ, Organe libéral du Valais
1884 - 1929 : LE CONFÉDÉRÉ, Organe des Libéraux Valaisans
1930 - 1946 (6 mai) : LE CONFÉDÉRÉ, Organe des Libéraux-Radicaux Valaisans
1946 - 1968 (29 octobre) : LE CONFÉDÉRÉ, Organe du Parti Radical-Démocratique Valaisan
1968 - 1971 (1er juin) : LE CONFÉDÉRÉ QUOTIDIEN, édité par le Parti Radical-Démocratique Valaisan
1971 : LE CONFÉDÉRÉ
1972 - 1981 (5 mai) : FED CONFÉDÉRÉ
1981 - à aujourd'hui : CONFÉDÉRÉ

## Liste des rédacteurs en chef
| Prénom et nom                              | Naissance et mort      | À la tête du Confédéré de |
| ------------------------------------------ | ---------------------- | ------------------------- |
| Victor Dénériaz                            | 1822-1879              | 1861 à 1867               |
| Alphonse Morand et Maurice-Antoine Cretton | 1809-1888 et 1819-1871 | inconnu                   |
| Jean-Baptiste Calpini                      | 1831-1884              | 1867 à 1880               |
| Louis Ribordy                              | 1815-1887              | 1880 à 1883               |
| Koseph Beeger                              | 1848-1902              | 1884 à 1893               |
| Robert Morand                              | 1852-1897              | 1893 à 1897               |
| Roger Mério                                | 1852-1916              | 1898 à 1912               |
| Louis Courthion                            | 1858-1922              | 1911 à 1922               |
| Maurice Gabbud                             | 1885-1932              | 1920 à 1932               |
| Eugène Moser                               | 1890-1939              | 1932 à 1939               |
| André Marcel                               | 1902-1996              | env. 1933-44              |
| Pierre Champion                            | 1917-1981              | 1945 à 1946               |
| Joseph Rémondeulaz                         | 1893-1975              | 1940 à 1947               |
| Gérald Rudaz                               | 1919-2006              | 1947 à 1971               |
| Pierre-Simon Fournier                      | 1932 – 1973            | 1960 à 1961               |
| Pierre Anchisi                             | 1933-1970              | ? à 1969                  |
| Robert Clivaz                              | 1924-2006              | 1969 à 1971               |
| Pascal Couchepin                           | 1942                   | 1972 à 1976               |
| Adolphe Ribordy                            | 1943-2021              | 1976 à 2008               |
| Pierrot Métrailler                         | 1966                   | 2009 à 2012               |
| Jean-Jacques Michelet                      | 1973                   | 2012 à 2018               |
| Une commission de rédaction                |                        | dès juin 2018             |

En 2018, le Confédéré doit se restructurer pour faire face aux difficultés de la presse. La rédaction est confiée à une commission composée de plusieurs personnes ayant de l'expérience dans la rédaction et le journalisme, complétée par plusieurs chroniqueurs réguliers.

## Position dans l’espace politique valaisan
Le Confédéré, créé sous l’impulsion des libéraux-radicaux, n’a jamais cessé d’être proche des idées du parti. En 1961, lors du centenaire, un chroniqueur écrivait : « jamais rien ne s’est fait dans le parti sans le concours actif et la participation étroite du Confédéré », à l’instar du rocher de Victor Hugo, le Confédéré « dure, il ne vieillit pas ». Toutefois, depuis 1971, le sous-titre Organe du parti radical a disparu de la première page. À travers la nécessité d'affirmer une région ouverte sur le monde, l’ambition du plus ancien journal valaisan reste aujourd’hui de « promouvoir le débat, le dialogue, l'esprit critique et combattre les idées reçues ».

## Format de diffusion
- 1861 : 37 x 27 cm
- 1897 : 31 ½ x 46 cm
- 1936 : 38 x 53 cm
- 2008 : demi-tabloïd A4
- 2020 : Berlinois 32 x 47 cm